# Exame parasitológico de fezes

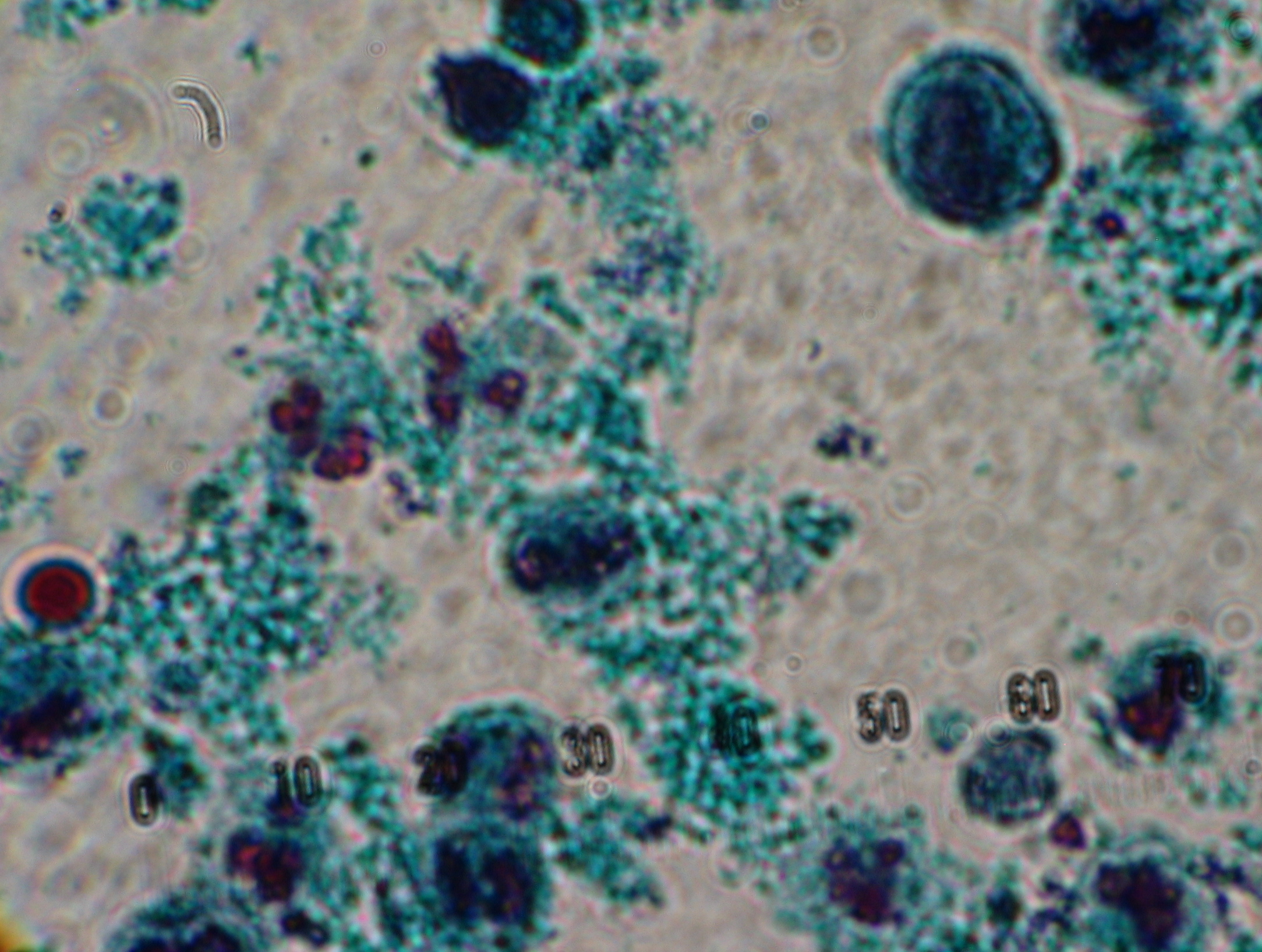
Análise de leucócitos em fezes tingido por azul de metileno.

Exames parasitológicos de fezes são procedimentos objetivando detectar organismos dentro de amostras de fezes. Estes procedimentos utilizam critérios morfológicos, em vez de coprocultura ou testes bioquímicos. O exame pode ser feito para detectar proglotes e de vermes adultos ou para determinar a consistência das fezes, a presença de sangue, leucócitos, proteína, muco ou de restos alimentares.

## Consistência
A consistência das fezes está associada a proporção de água e podem ser classificadas em:
- Fezes formadas;
- Semi-formadas;
- Pastosas;
- Diarreicas ou;
- Líquidas.

## Estágio do parasita
Os parasitas podem ser encontrados em diversos estágios diferentes:
- Trofozoítos;
- Cistos;
- Oocistos;
- Esporos;
- Ovos;
- Larvas ou;
- Adultos.

## Parasitas detectáveis
- Protozoários:
  - Amoeba;
  - Flagellata;
  - Ciliata;
  - Sporozoa;
  - Coccidia.

- Helmintos:
  - Nematoides;
  - Filarioides;
  - Cestoides;
  - Trematodes;

## Parasitas intestinais mais comuns
- Ancilóstomo
- Ascaris lumbricoides
- Blastocystis hominis
- Chilomastix mesnili
- Cryptosporidium sp.
- Dientoamoeba fragilis
- Diphyllobothrium latum
- Echinococcus sp.
- Entamoeba histolytica
- Entamoeba coli
- Entamoeba hartmanni
- Enterobius vermicularis
- Endolimax nana
- Giardia lamblia
- Hymenolepis nana
- Iodamoeba hartmanni
- Isopora belli
- Leishmania donovani
- Leishmania sp.
- Microfilaria
- Onchocerca volvulus
- Opisthorchis sinensis
- Paragonimus westermani
- Pneumocystis carinii
- Schistosoma sp.
- Stongyloides stercoralis
- Taenia saginata
- Taenia solium
- Trichenella spiralis
- Trichomonas hominis
- Trichomonas vaginalis
- Trichuris trichiura